# Elbow (hudební skupina)
Elbow je anglická rocková skupina, založená v roce 1997. Tvoří ji zpěvák Guy Garvey, kytarista Mark Potter, baskytarista Pete Turner, klávesista Craig Potter a bubeník Richard Jupp. První EP skupiny The Noisebox vyšlo v roce 1998; první studiové album nazvané Asleep in the Back skupina vydala v roce 2001 a později vyšlo několik dalších studiových alb. V roce 2010 vydal Peter Gabriel coververzi jejich písně „Mirrorball“; o tři roky později pak vyšlo album And I'll Scratch Yours, na které skupina Elbow nahrála Gabrielovu píseň „Mercy Street“.

## Diskografie
- Asleep in the Back (2001)
- Cast of Thousands (2003)
- Leaders of the Free World (2005)
- The Seldom Seen Kid (2008)
- Build a Rocket Boys! (2011)
- The Take Off and Landing of Everything (2014)
- Little Fictions (2017)
- Giants of All Sizes (2019)
- Flying Dream 1 (2021)
- Audio Vertigo (2024)